# Bujały (gmina)
Bujały – dawna gmina wiejska istniejąca w XIX wieku w guberni siedleckiej. Siedzibą władz gminy były Bujały.
Za Królestwa Polskiego gmina Bujały należała do powiatu sokołowskiego w guberni siedleckiej.
Gminę zniesiono w połowie 1870 roku a jej obszar włączono do gminy Jabłonna.